# Arctische Kaap

Locatie van de Arctische Kaap

De Arctische Kaap (Russisch: Мыс Арктический; Mys Arktitsjeski), in de stalinistische periode Kaap Molotov (Мыс Молотова; Mys Molotova) genoemd, is het noordelijkste punt van het eiland Komsomolets, dat het noordelijkste eiland is van de Russische eilandengroep Noordland (Severnaja Zemlja) in de Noordelijke IJszee. Het ligt op 990,7 kilometer van de Noordpool en wordt soms als vertrekpunt gebruikt voor expedities daarnaartoe.
Hoewel de Arctische Kaap in het verre noorden van Rusland ligt, is het niet het noordelijkste punt van het land. Dat is Kaap Fligely op Rudolfeiland in de archipel Frans Jozefland. Het noordelijkste punt van het Euraziatische vasteland is Kaap Tsjeljoeskin op het schiereiland Tajmyr. Wel vormt de Arctische Kaap het noordelijkste punt van heel Azië.
De kaap vormt de grens tussen de Karazee in het westen en de Laptevzee in het oosten. Voor de Karazee geldt dat dit het noordoostelijke eindpunt vormt van een denkbeeldige oostelijke lijn vanaf Kaap Kohlsaat (op het eiland Graham Bell van Frans Jozefland), die als het noordwestelijkste punt van de Karazee wordt gezien.